# Spillimacheen
Spillimacheen ist eine Ansiedlung, mit dem Status eines unincorporated populated place, im Südosten der kanadischen Provinz British Columbia. Sie liegt am Upper Columbia River auf der Strecke zwischen Invermere und Golden. Der Ort hat eine Bahnstation, die von Zügen der Canadian Pacific Railway (CPR) bedient wird.
Über eine Abzweigung vom British Columbia Highway 95 erreicht man – ebenso wie von Brisco – den einige Kilometer westlich gelegenen Bugaboo Provincial Park.

## Geschichte
Die Geschichte der Besiedlung des Ortes und der Bergbauaktivitäten gehen bis ins Jahr 1864 zurück.
Am 1. Juli 1889 wurde in dem Ort eine Poststelle eröffnet, die zunächst den Namen „Galena“ trug. Der Name der Poststelle wurde am 19. August 1946 auf „Spillimacheen“ geändert.

## Gebäude
Der Ort hat eine Kirche, die „Galena Church“, die im Jahre 1898 aus Holz gebaut wurde.

## Vereine
Der Ort ist Sitz der Columbia Wetlands Society, die sich um die Bewahrung der Columbia Wetlands kümmert.